# 房屋局 (香港)
房屋局（英語：Housing  Bureau，縮寫：HB）是香港特別行政區政府決策局之一，專責處理房屋事宜。

## 歷史
1973年5月，港英政府根據《麥健時報告書》的建議，在輔政司署內增設六個政策科，其中之一即為房屋科。
1988年4月，香港房屋委員會改為財政自主的公營機構，房屋科撤銷，政府房屋事務發言人改由政務司（今民政及青年事務局局長）負責。
1994年12月，受香港房屋持續短缺影響，港英政府再次開設房屋科。
1997年7月1日香港回歸，所有決策科改為決策局，司改為局長，原有的布政司署房屋科改為房屋局，房屋司改為房屋局局長。
前行政長官董建華於2002年7月1日開始實行主要官員問責制及決策局重組，房屋局合併至房屋及規劃地政局。其後，該局又在2007年7月1日重組成運輸及房屋局。
香港特區行政長官林鄭月娥於《2021年施政報告》提出分拆運輸及房屋局，變相重新設立房屋局。2022年7月1日，因應決策局重組，房屋局重新運作。

## 下設部門、商營及公營機構
- 房屋署
- 一手住宅物業銷售監管局
- 物業管理業監管局
- 地產代理監管局
- 香港房屋委員會

## 歷任首長
- 房屋司
  - 黎保德（1973年─1977年）
  - 施恪（1977年6月1日─1980年5月14日）
  - 廖本懷（1980年5月15日─1985年2月10日）
  - 霍德（1985年2月─8月）
    - （1985年8月─1986年4月由房屋署長彭玉陵署理）

  - 杜迪（英语：John Rawling Todd）（1986年4月─1988年3月31日）
    - （1988年4月1日─1994年12月14日期間，此職位撤銷）

  - 黃星華（1994年12月15日─1997年6月30日）
- 房屋局局長
  - 黃星華（1997年7月1日─2002年4月12日）
  - 何永賢（2022年7月1日─）
- 房屋局副局長
  - 戴尚誠（2022年7月25日─）
- 房屋局常任秘書長（兼任房屋署署長）
  - 王天予（2022年7月1日─2023年8月14日）
  - 羅淑佩               (2023年8月15日─2024年12月4日)
    - 鍾沛康(署理，房屋署副署長(機構事務)、首長級乙級政務官）（2024年12月5日─2025年2月3日）

  - 李佩詩                   (2025年2月4日─)
- 房屋局政治助理
  - 歐陽文倩（2022年7月25日─）

## 外部連結
- 香港特別行政區政府 房屋局